# 大道教

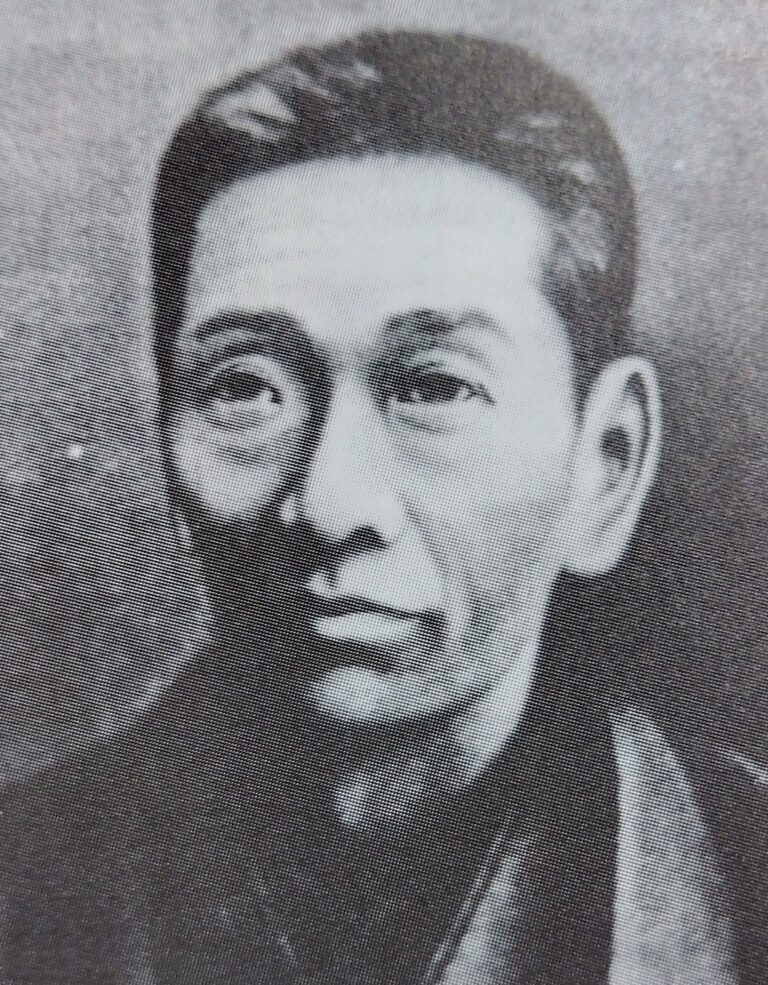
飯田岩治郎

大道教（だいどうきょう）は、天理教の本部準役員であった飯田岩治郎の流れを汲む新宗教である。

## 水屋敷事件
大和国生駒郡安堵村（現・奈良県安堵町）の飯田岩治郎は1863年（文久3年）、6歳の折に天理教教祖中山みきに腹痛を助けられ、信仰の道に入る。さらに中山みきから飯田家の井戸水を用いた病気だすけの特別の力をさづけられる（水のさづけ）。
飯田家は「お水屋敷」として近隣住民に知られるようになり、「水のさづけ」を取り次ぎ人々を助けるようになる。岩治郎が講元となって積善講が決成され、1892年（明治25年）には平安支教会に昇格する。
1894年（明治27年）に激しい腹痛に襲われた岩治郎は初めて神がかりを経験し、1896年（明治29年）には亡き中山みきの霊が枕元に現れ、神からの「おさしづ」を授かるといった経験をした。
天理教教会本部からの使者に対し、教会改革の天啓を取り次ぐようになり、教会本部本席の飯降伊蔵は神の「おさしづ」に基づき、1897年（明治30年）に岩治郎とお水屋敷を破門にした。平安支教会の教師・信者の大半は岩治郎のもとに残留し、岩治郎は教派神道の神道大成教の教師となった。

## 教団の成立
岩治郎の信者組織は「大道教会」として独立し、神道大成教に属した。晩年、1907年（明治40年）に岩治郎は厳安明弥道広命との神名を受けて、信仰対象として岩治郎の木像を作らせた。岩治郎亡き後は、長男の飯田忠雄が教団を継いだ。岩治郎の死後十年毎に行われる教祖年祭にあわせて教団施設は拡充され、教祖殿、神殿、真柱殿などが建てられた。終戦後は神道大成教から独立し、大道教となる。1926年（大正15年）には教祖墓地と信者墓地が斑鳩町に作られ、幼稚園の運営も行なっている。